# Ентони Периниз
Ентони Периниз (енгл. Anthony Perenise; 18. октобар 1982) професионални је рагбиста и репрезентативац Самое, који тренутно игра за Бристол у РФУ Чемпионшип-у.

## Биографија
Висок 182 цм, тежак 118 кг, Периниз је пре Бристола играо за Велингтон, Хурикејнси, Хајлендерси, Бат (рагби јунион) и Хокс Беј. За репрезентацију Самое је до сада одиграо 28 тест мечева и постигао 4 есеја.